# Matthias Schlüter (Maler, 1952)
Matthias Schlüter (* 17. April 1952 in Berlin) ist ein deutscher Maler, Zeichner und Lithograf.

## Leben
Matthias Schlüter studierte von 1974 bis 1980 Malerei und Grafik bei Gerhart Bergmann an der Hochschule der Künste Berlin, der heutigen Universität der Künste Berlin (UdK). In den folgenden Jahren war er freischaffend tätig und reiste in Europa, Afrika, Nord- und Südamerika und Asien. Es folgte 1995 ein Lithographie-Stipendium der Städtischen Galerie Wolfsburg. Im selben Jahr eröffnete er sein Atelier in Regensburg und wechselte 2018 nach Beratzhausen.
Er unterhielt einen Lehrauftrag an der Staatlichen Fachoberschule und Beruflichen Oberschule, Regensburg, und gibt Seminare in ganz Bayern. Schlüter ist Mitglied im Berufsverband Bildender Künstler (BBK) Oberbayern Nord und Ingolstadt.
Sein Bruder ist der Geologe Thomas Schlüter. Er ist Vater zweier Söhne, verheiratet und lebt heute in Dietfurt an der Altmühl.

## Werk und Rezeption
Matthias Schlüter setzt Schwerpunkte in Malerei, Zeichnung und Lithographie und abstrahiert damit Alltägliches aus aller Welt. Seine Impressionen hält er bisweilen in über 400 Skizzenbüchern fest, die als Vorlagen für die künstlerische Umsetzung im Atelier dienen. Im thematischen Fokus stehen dynamische Objekte wie der Mensch in Aktion, Infrastruktur in der Stadt oder natürliche Landschaften – Motive, die aquarellisiert, kollagiert, in Mischtechnik auf Papier und Nesseln aufgetragen, gezeichnet, gedruckt oder als Leporello gefaltet werden. Im Kontrast zur Dynamik beschäftigt er sich mit statischen Objekten wie Koffern und insbesondere Stühlen aus Holz, Metall und Kunststoffen. Schlüter bevorzugt für lithographische Arbeiten den Jura-Stein und veröffentlichte 2010 den Jahresdruck für die Städtische Lithographie-Werkstatt Eichstätt.
Schlüter ist stark in den regionalen Kontext der Bildenden Kunst in der Oberpfalz und Oberbayern eingebettet. 2003 initiierte er zusammen mit Hanni Goldhardt die internationale Ausstellung Licht Raum Europa und 2011 das internationale Symposium Without Borders in Ingolstadt. Er ist Teil der Künstlergruppe Von Wegen und korrespondiert mit Helmut Wolf, mit dem er bis 2005 ein Atelier in Regensburg teilte und seit 2009 zyklische Ausstellungen zum Thema Bier präsentiert, unter anderem im Münchner Hofbräuhaus und im Deutschen Hopfenmuseum. Seit 2021 sind durch die Coronapandemie bedingten Beschränkungen neben seinen Dynamischen Bildern auch Arbeiten zum Thema Corona in Ausstellungen im Freien zu sehen.
In Anlehnung an Joseph Beuys’ Theorie, dass „jeder Mensch ein Künstler“ sei, spielt der bekennende Donaldist Schlüter mit „Jeder Mensch ist ein Donaldist“ auf den Optimismus des Menschen an, sich in schwierigen Situationen zu behaupten. Es existieren zahlreiche Arbeiten um die Figur Donald Duck.

## Auszeichnungen und Preise
- 1991: Kunstpreis der Stadt Ingolstadt[24]

## Ausstellungen
[E] = Einzel- bzw. Doppelausstellung, [G] = Gruppenausstellung
- 2001: Berlin – Bilder der Großstadt. [E], Städtische Galerie im Theater, Ingolstadt
- 2002: Schiffe. [E] mit Helmut Wolf. Ehemalige Kirche St. Johannes Baptist (Eichstätt)[25]
- 2003: Homo ludens. [E], Ehemalige Kirche St. Johannis Baptist, Eichstätt[26]
- 2004: Große Ostbayerische Kunstausstellung. [G], Kunst- und Gewerbeverein Regensburg[27]
- 2005: Bemaltes und Unbemaltes. [E], Ehemalige Kirche St. Johannis Baptist, Eichstätt[28]
- 2007: Bar. [E] mit Helmut Wolf. Ehemalige Kirche St. Johannis Baptist, Eichstätt[29]
- 2009: Jubiläumsausstellung im Zehentstadel. [G], Moosburg an der Isar[30]
- 2009: Maskerade. [E], Kotterhof, Böhmfeld[31]
- 2010: Reise nach Marokko. [E], Städtische Galerie Harderbastei, Ingolstadt[32]
- 2011: Bilder, Raum, Ton – Ton, Bilder, Raum. [E] mit Charly Böck, Ehemalige Kirche St. Johannis Baptist, Eichstätt[33]
- 2012: Reise nach Afrika. [E], Kotterhof, Böhmfeld[34]
- 2013: Stadtansichten/Verortung. [E], Krankenhaus Barmherzige Brüder (Regensburg)[35]
- 2013: Bring it together – Zusammen geht’s. [E] mit Kathy Kornprobst. Städtische Galerie Harderbastei, Ingolstadt[36]
- 2015: Ruhe und Bewegung. [E] mit Josef Huber. Städtische Galerie Harderbastei, Ingolstadt[37]
- 2016: Skulptur und Entwurf. [G], Städtische Galerie, Pfaffenhofen an der Ilm[38]
- 2016: Bahnen. [E], galerie konstantin b., Regensburg[39][40]
- 2016: Bier. [E/G] mit Helmut Wolf. TEMPORÄR Kulturtage, Neustadt an der Donau[41][42]
- 2017: Reise nach Brasilien. [E], Ehemalige Kirche St. Johannis Baptist, Eichstätt[43]
- 2017: Das Markusevangelium im Spiegel moderner Kunst. [G], Ehemalige Kirche St. Johannis Baptist, Eichstätt[44]
- 2017: Bahnen. [E], Kubus-Gebäude DB Regio Bus Bayern, Ingolstadt[45][46]
- 2018: Mare Mare. [E], Kotterhof, Böhmfeld[47][48]
- 2019: Dynamic Pictures. [E], Max-Planck-Haus, Tübingen[49]
- 2020: Reifen, Räder, Rotationen. [E], Galerie Carola Insinger, Pielenhofen[50]
- 2023: Schifffahrtsorte. [E], Galerie Carola Insinger, Pielenhofen[51]
- 2024: Fortfahren, Zeichnen, Malen. [E], Städtische Galerie Harderbastei, Ingolstadt[52]
- 2024: Dynamische Bilder. [E], Dolina-Gewölbe, Riedenburg[53]